# Кваблиани
Квабли́ани (Коблианичай, Коблиан-чай, Коблиани, груз. ქვაბლიანი, в верховьях — Чудураули, Сатовлис-Цкали) — река в Грузии, левый приток Поцхови (бассейн Куры), протекает по территории Хулойского и Адигенского муниципалитетов. Берёт начало с южных склонов Месхетского хребта на высоте 2355 м над уровнем моря. Впадает в Поцхови на высоте 1016 м над уровнем моря севернее города Вале. Длина 41 километр, площадь водосборного бассейна около 900 квадратных километров. Питание снеговое, дождевое и подземными водами. Среднегодовой расход воды в устье 16,2 м³/с. Используется для полива.

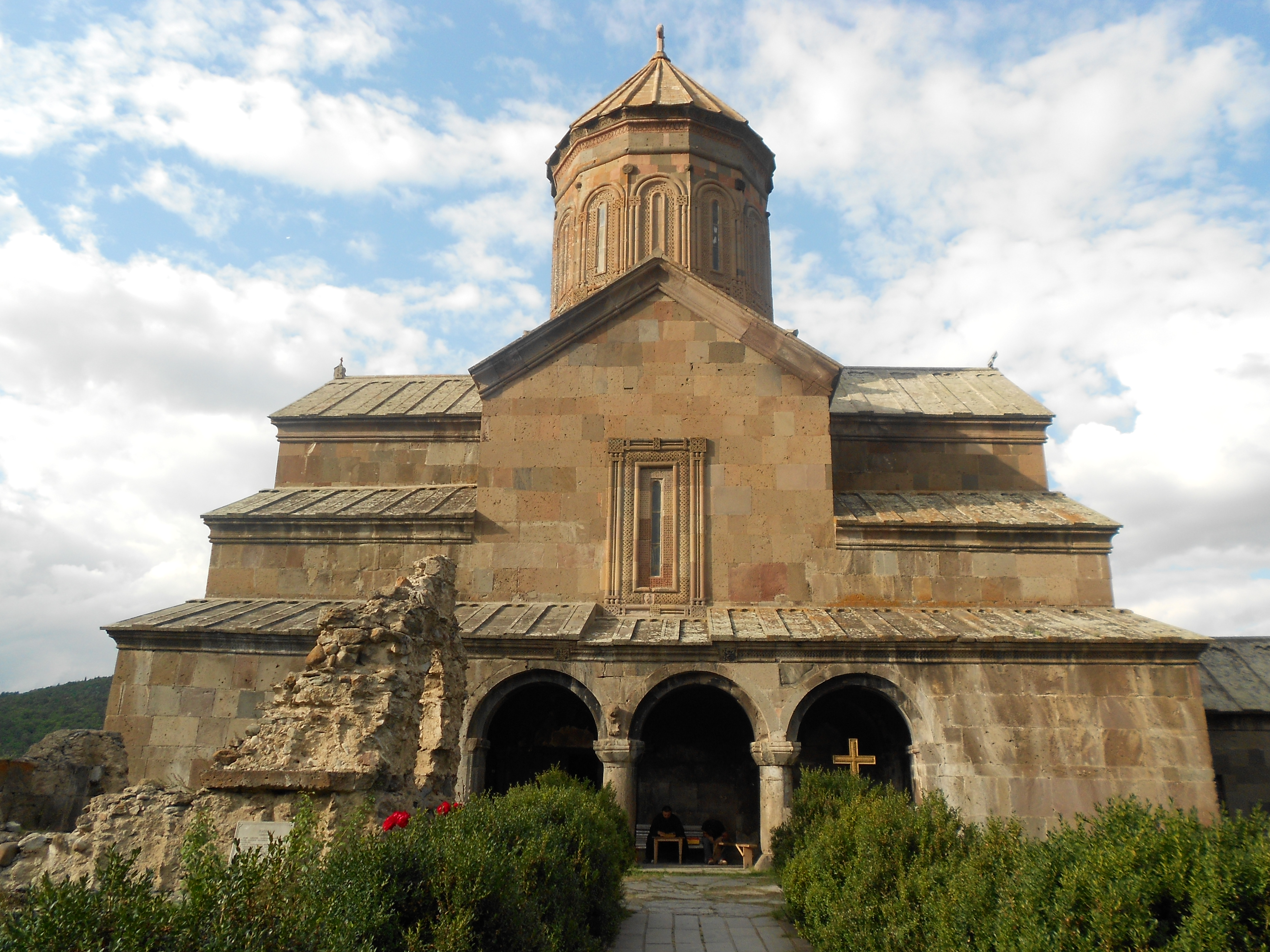
Кафоликон монастыря Зарзма. XI—XIV вв.

Ахалцихская или Самцхейская котловина расположена по обеим сторонам долины реки Кваблиани. На востоке Ахалцихская котловина примыкает к западным оконечностям Триалетского хребта, на юге — к северным склонам Эрушетского хребта, на западе ограничена Арсиянским хребтом. Низовья рек Поцхови и Кваблиани составляют дно Ахалцихской межгорной котловины. По течению Поцхови и Кваблиани Ахалцихская котловина снижается террасами с севера и юга. Из долины Кваблиани через перевал Годердзи дорога ведёт в долину Аджарисцкали к Батуми.
На реке Кваблиани расположен город Адигени, административный центр Адигенского муниципалитета. В 8 километрах к западу от Адигени в селе Зарзма расположен мужской монастырь Зарзма. Настоятель монастыря Василий Зарзмский в X веке изложил историю ущелья реки Кваблиани в сочинении «Житие и деяния благословенного Богом и блаженного отца нашего Серапиона».
Этнограф Георгий Читая в 1926 году опубликовал статью «Крестьянский дом в Кваблиани (дарбазный тип)», в которой дал точную и конкретную характеристику старинного крестьянского жилища в ущелье Кваблиани.
В 1908—1910 гг. Павел Захарович Виноградов-Никитин (1869—1938) занимался поисками и описанием местонахождений ископаемых растений в верховьях реки Кваблиани. Его внимание привлекли отпечатки листьев и куски древесины ископаемых растений с Годерзского перевала, которые были собраны строителем Ахалцихо-Батумского шоссе инженером Александром Ивановичем Флоренским (1850—1908), отцом священника Павла Флоренского, и переданы в Кавказский музей его сыном Александром (1888—1938).